# Visions en direct
Pour plus de détails, voir Fiche technique et Distribution.
Visions en direct (Fear) est un film américain réalisé par Rockne S. O'Bannon, sorti en 1990.

## Synopsis
La médium Cayce Bridges a mis ses dons au service de la police qu'elle aide en réussissant à lire l'esprit des criminels. Or, un jour, elle se rend compte qu'un des criminels qu'elle traque possède le même don qu'elle. Celui-ci l'a repérée et la harcèle en lui envoyant à l'esprit les sensations de frayeur absolue que ressentent ses victimes…

## Fiche technique
- Titre français : Visions en direct
- Titre original : Fear
- Réalisation : Rockne S. O'Bannon
- Scénario : Rockne S. O'Bannon
- Production : Richard Kobritz, Rockne S. O'Bannon, Mitchell Cannold, Diane Nabatoff, Henry Kline
- Musique : Henry Mancini
- Photographie : Robert M. Stevens
- Montage : Kent Beyda, Lorraine Salk
- Société de production : Vestron Pictures
- Pays de production :  États-Unis
- Langue : Anglais
- Format : Couleur - Dolby - 35 mm - 2.35:1
- Genre : Thriller
- Durée : 90 min
- Dates de sortie :
  - États-Unis : 15 juillet 1990
  - Royaume-Uni : 8 mars 1991

## Distribution
- Ally Sheedy : Cayce Bridges
- Michael O'Keefe : Jack Hays
- Lauren Hutton : Jessica Moreau
- Stan Shaw : L'inspecteur Webber
- Pruitt Taylor Vince : L'homme de l'ombre
- Keone Young : L'inspecteur William Wu
- Jonathan Prince : Colin Hart
- Dina Merrill : Catherine Tarr
- Dean Goodman : William Tarr
- Don Hood : Holcomb

## Distinction

### Nomination
- Saturn Award 1991 : Saturn Award de la meilleure actrice (Ally Sheedy)